# Phaeonychium fengii
Phaeonychium fengii är en korsblommig växtart som beskrevs av Al-shehbaz. Phaeonychium fengii ingår i släktet Phaeonychium och familjen korsblommiga växter. Inga underarter finns listade i Catalogue of Life.